# Чимальтенанго (департамент)
Чимальтена́нго (исп. Chimaltenango) — один из 22 департаментов Гватемалы. Административный центр — город Чимальтенанго. Граничит на севере с департаментом Киче, на западе с департаментами Солола и Сучитепекес, на юге с департаментом Эскуинтла, на востоке с департаментами Сакатепекес и Гватемала. Большую часть населения департамента составляют народы майя.
На территории департамента находится город Санта-Аполония, знаменитый своей керамикой, города Сан-Хуан-Комалапа и Патсун (известный традициями отмечать праздник Тела и Крови Христовых в июне). В Чимальтенанго также находятся руины цивилизации майя: Ишимче и Мишко-Вьехо, а также множество более мелких объектов культуры майя.

## Муниципалитеты
В административном отношении департамент подразделяется на 16 муниципалитетов:
- Акатенанго
- Чимальтенанго
- Эль-Техар
- Паррамос
- Пацисия
- Пацун
- Почута
- Сан-Андреса-Ицсапа
- Сан-Хосе-Поакиль
- Сан-Хуан-Комалапа
- Сан-Мартина-Хилотепеке
- Санта-Аполония
- Санта-Крус-Баланья
- Текпан-Гватемала
- Епокапа
- Сарагоса